# Noi non ci saremo/Un riparo per noi
Noi non ci saremo/Un riparo per noi è il quarto singolo discografico del gruppo musicale I Nomadi pubblicato in Italia nel 1966 dalla Columbia.

## Descrizione
Il primo brano, Noi non ci saremo, è un brano originale scritto da Francesco Guccini (ma depositato a nome di Mansueto Deponti, sotto lo pseudonimo di Pontiack, e Toni Verona, in quanto Guccini non era ancora iscritto alla SIAE) mentre il secondo, Un riparo per noi, è una cover non dichiarata del brano With a Girl Like You scritta da Reg Presley dei  Troggs, firmata da Verona per il testo in italiano e da Deponti per la musica. Per questo motivo il disco fu ritirato dal mercato su richiesta delle Edizioni musicali Radio Record Ricordi, che detenevano i diritti del brano dei Troggs

## Tracce
Lato A
1. Noi non ci saremo – 2:43 (testo: Toni Verona – musica: Mansueto Deponti)

Lato B
1. Un riparo per noi – 2:00 (testo: Toni Verona – musica: Mansueto Deponti)

## Formazione
- Beppe Carletti: tastiere
- Bila Copellini: batteria
- Gianni Coron: basso
- Augusto Daolio: voce
- Franco Midili: chitarra